# Les Films de l'Arlequin
Les Films de l'Arlequin est une société de production d'animation française fondée en 1991.

## Les productions et coproductions

### Longs métrages d'animation
- 1996:  Le monde est un grand Chelm
- 2021 : La Traversée

### Courts métrages d'animation
- 1995 : La Vie Secrète d'Émile Frout, de Serge Elissalde[2]
- 1998 : Maaz
- 2001 : Au premier dimanche d'août
- 2003 : Le Jardin
- 2003 : Ligne de vie
- 2004 : Tout et rien
- 2006 : Conte de quartier
- 2006 : L’Homme de la Lune
- 2007 : Bamiyân
- 2008 : Thé Noir
- 2008 : Le Thé de l’Oubli, de Sandra Desmazières[3]
- 2008 : Le Cœur d’Amos Klein
- 2009 : Hubert l'Homme aux bonbons
- 2010 : Mendelssohn est sur le toit, de Jean-Jacques Prunès
- 2011 : Agnieszka, d'Izabela Bartosik-Burkhardt
- 2011 : El Padre, de Santiago Bou Grasso
- 2012 : Bao, de Sandra Desmazières[4]
- 2013 : Hollow Land - Terre d'écueil, de Michelle Kranot & Uri Kranot
- 2013 : El Canto, d'Inès Sedan
- 2014 : Planet Sigma, de Momoko Seto
- 2014 : Tigres à la queue leu leu, de Benoît Chieux
- 2015 : L'Arbre, de Lucie Sunková
- 2016 : À l'horizon, d'Izabela Bartosik-Burkhardt
- 2016 : Ferdinand, rat des champs de bataille, de Jean-Jacques Prunès
- 2017 : Charles, de Dominic-Étienne Simard
- 2017 : L'Homme le plus petit du monde, de Juan Pablo Zaramella
- 2017 : Guide de jardinage, de Sarah-Jane Scebat-Hatooka
- 2017 : 5 euros, de Serge Elissalde
- 2019 : Domus, de Delphine Priet-Mahéo
- 2021 : Comme un fleuve, de Sandra Desmazières

### Spéciaux d'animation
- 1997 : L'Œil du loup
- 1997 : Eugenio
- 2000 : Dernier métro avant Noël
- 2002 : Le Roi de la forêt des brumes
- 2002 : Verte
- 2003 : Catfish Blues
- 2003 : Merlin contre le Père Noël
- 2004 : Cheval Soleil
- 2005 : Merlin contre les esprits d'Halloween

### Séries d'animation
- 1995 : Les Belles Histoires de Pomme d'Api - saison 1
- 1998 : Les Belles Histoires de Pomme d'Api - saison 2
- 2001 : Les Contes du Cimetière
- 2008 : Histoires comme ça
- 2004 : 1 minute au musée - saison 1
- 2007 : 1 minute au musée : l’Art moderne et contemporain
- 2008 : 1 minute au musée : les Arts de l'Islam
- 2011 : 1 minute au musée : les Arts des peuples du Monde
- 2014 : "Boris" Saison I
- 2015 : "Boris" Saison II
- 2016 : L'Homme le plus petit du monde
- 2018 : "Boris" Saison III

### Documentaire
- 1996 : La mémoire au quotidien
- 1998 : Julio Cortázar
- 2003 : Les Odeurs dans tous les sens

### Fictions
- 1993 : George Sand, une femme libre - téléfilm
- 2007 : Mon Printemps Talons Hauts - court métrage
- 2011 : La mystérieuse disparition de Robert Ebb - court métrage